# Augustin Mouterde
Augustin Mouterde est un rameur français, né le 25 septembre 1991 à Écully.

## Biographie
Augustin Mouterde commence la pratique de l'aviron en 2007 lorsque sa famille s'installe à Lyon. Il rejoint le club de l'Aviron Union Nautique de Lyon (AUNL) où il décroche dès sa première année un titre de vice-champion de France en huit. Élève ingénieur à l'Institut national des sciences appliquées de Lyon, il s'entraine au pôle France aviron de Lyon.
Augustin est soutenu dans son projet par la Compagnie Nationale du Rhône

## Palmarès

### Championnats du monde
- 2013 : 4e en quatre de pointe sans barreur poids léger à Chungju  Corée du Sud
- 2014 :  2e  en deux de pointe sans barreur poids léger à Amsterdam  Pays-Bas
- 2015 :  2e  en deux de pointe sans barreur poids léger à Aiguebelette  France
- 2016 :  1re  en deux de pointe sans barreur poids léger à Rotterdam  Pays-Bas

### Championnats du monde -23 ans
- 2011 :  2e  en deux de pointe sans barreur poids léger à Amsterdam  Pays-Bas
- 2012 :  2e  en deux de pointe sans barreur poids léger à Trakai  Lituanie

### Championnats d'Europe
- 2013 :  3e en quatre de pointe sans barreur poids léger à Séville  Espagne[1]
- 2014 :  3e en quatre de pointe sans barreur poids léger à Belgrade  Serbie[2]
- 2015 :  2e  en deux de pointe sans barreur poids léger à Poznań  Pologne

### Championnats du Monde Universitaire
- 2012 :  1re en quatre sans barreur poids léger à (Kazan)  Russie
- 2014 :  1re en quatre sans barreur poids léger à (Gravelines)  France

### Coupe du monde
2012
- 13e en quatre de pointe sans barreur poids léger à Lucerne  Suisse

2013
- 9e en quatre de pointe sans barreur poids léger à Lucerne  Suisse

2014
- 4e en quatre de pointe sans barreur poids léger à Lucerne  Suisse
- 5e en quatre de pointe sans barreur poids léger à Aiguebelette  France

2015
- 1er en deux de pointe sans barreur poids léger à Varèse  Italie

### Championnats de France Bateaux Courts
- 2011 (Aiguebelette) : 14e en skiff poids léger
- 2012 (Cazaubon) :  5e en deux de pointe sans barreur poids léger
- 2013 (Brive-la-Gaillarde) :  2e en deux de pointe sans barreur poids léger
- 2014 (Cazaubon) :  2e en deux de pointe sans barreur poids léger
- 2015 (Cazaubon) :  3e en deux de pointe sans barreur poids léger

### Championnats de France Bateaux Longs
- 2010 (Le Creusot) :  3e en quatre sans barreur poids léger
- 2011 (Brive) : 4e en quatre sans barreur toutes catégories
- 2012 (Mantes-la-Jolie) :  2e en deux de couple poids léger
- 2013 (Bourges) :  2e en quatre sans barreur poids léger
- 2014 (Bourges) :  1er en quatre sans barreur poids léger
- 2015 (Mantes-la-Jolie) :  2e en quatre sans barreur poids léger